# Richard Martin (homme politique)
Pour les articles homonymes, voir Richard Martin et Martin.
Richard Martin, né en février 1754 « probablement à Dublin » et mort le 6 janvier 1834 à Boulogne-sur-Mer,, est un homme politique irlandais. Il est connu surtout pour son engagement contre la cruauté envers les animaux. Il est à l'origine de la « loi sur le traitement cruel du bétail » de 1822, surnommée Martin's Act, la première loi sur les droits des animaux au Royaume-Uni. D.R. Fisher dans The History of Parliament note sa grande sensibilité, sa « gentillesse universelle », bien qu'il soit également un « duelliste renommé ».

## Jeunesse et études
La famille Martin, d'origine anglo-normande, est la plus riche famille de propriétaires terriens de l'est du Comté de Galway, dans ce qui est alors le Royaume d'Irlande. Son père Robert Martin est un converti au protestantisme, sa famille ayant été catholique jusque dans les années 1740. Richard Martin est éduqué en Angleterre à Harrow School, et étudie le droit à Trinity College à l'université de Cambridge. Il interrompt néanmoins ses études pour se lancer en politique,.

## Carrière politique
Il est député de Jamestown (village du comté de Leitrim) à la Chambre des communes irlandaise de 1776 à 1783. En 1798 il est élu député du village de Lanesborough dans le Comté de Longford. Il défend l'émancipation des catholiques, mais aussi l'union avec la Grande-Bretagne, actée avec la loi d'Union de 1800 qui crée le Royaume-Uni de Grande-Bretagne et d'Irlande. En 1800 il représente brièvement le comté de Galway au Parlement irlandais ; avec l'abolition de ce dernier en 1801, il représente ce même comté à la Chambre des communes du Royaume-Uni jusqu'en 1812. Il siège comme député indépendant. Retrouvant son siège lors des élections de 1818, toutefois, il est membre de la majorité parlementaire tory (conservatrice) du Premier ministre Robert Jenkinson, comte de Liverpool. Il se distingue néanmoins de ses collègues conservateurs en continuant à demander l'accès pour les catholiques aux droits civiques et politiques,.

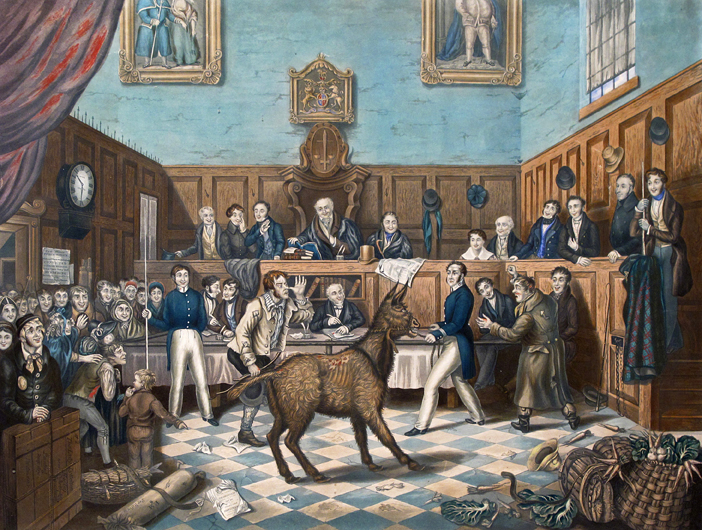
Illustration satirique (1838) d'un procès pour la maltraitance d'un âne en application de la loi Martin's Act.

En 1821 il introduit sans succès une proposition de loi pour autoriser un avocat aux personnes accusées de félonie. Il introduit cette même année une proposition de loi pour interdire les traitements cruels à l'encontre des chevaux de voiture ou de carrosse ; la proposition est adoptée de justesse par la Chambre des communes mais rejetée par la Chambre des lords. Il ré-introduit la proposition l'année suivante, l'étendant au bétail de manière générale (chevaux, vaches, moutons...) ; la loi est adoptée par les deux chambres, et reçoit l'assentiment royal de son ami le roi George IV le 22 juillet. C'est le roi qui, le premier, surnomme Richard Martin « Humanity Dick » (« Dick » étant le diminutif usuel du prénom « Richard »), en raison de son humanisme et de sa sensibilité. Le loi est généralement considéré comme la première loi de protection animale au monde. Martin initie alors de lui-même des poursuites pénales contre les auteurs d'actes de cruauté contre les animaux (deux hommes sont, grâce à lui, condamnés à une amende dès le mois d'août), s'interpose physiquement lorsqu'il est témoin de maltraitances dans les rues de Londres, et fait campagne activement pour sensibiliser le grand public. La presse lui est parfois hostile, et il est la cible de moqueries lorsqu'il fait examiner un âne maltraité dans l'enceinte même d'un tribunal (cf. image). Il introduit sans succès d'autres propositions de loi pour renforcer les mesures de protection animale,.
En 1823 il vote pour l'abolition du fouet comme châtiment pénal et pour l'abolition de la peine de mort pour vol, tente en vain de rendre illégaux les combats de taureaux et de chiens, et demande à nouveau l'émancipation des catholiques. En 1824 il est l'un des fondateurs de la Société pour la prévention de la cruauté envers les animaux (la RSPCA, encore très influente aujourd'hui). Il y est très actif, et prend part notamment à des comités d'examen du traitement des animaux dans les abattoirs. Dans le même temps, il participe aux campagnes pour l'abolition de l'esclavage dans les colonies britanniques. En mai 1825 il crée l'émoi à la Chambre des communes en y décrivant dans le détail la dissection publique de chiens vivants par un chirurgien à Londres ; sa proposition de loi pour interdire les combats de chiens est à nouveau rejetée. En 1826 il introduit une proposition de loi pour interdire que les personnes condamnées pour dettes soient emprisonnées si leur état de santé est fragile.
Il conserve son siège lors des élections de 1826, mais est accusé d'actes d'« intimidation » durant la campagne électorale ; la Chambre des communes le destitue le 11 avril 1827. Il émigre en France et passe le restant de ses jours à Boulogne, où il décède le 6 janvier 1834. Son fils et héritier Thomas Martin est député de Galway de 1832 jusqu'à sa mort en 1847 d'une fièvre contractée en visitant ses tenanciers durant la Grande famine. Sa petite-fille Mary Laetitia Martin, fille de Thomas, est écrivain,.